# Jacobson-ring
In de ringtheorie, een deelgebied van de abstracte algebra, zegt men dat een commutatieve ring met identiteit een Hilbert-ring of een Jacobson-ring is, als iedere priemideaal van de ring een doorsnede van maximaalidealen is.
In een commutatieve unitale ring is elke radicale ideaal een doorsnede van priemidealen, en dus is een gelijkwaardige criterium voor een ring om een Hilbert-ring te zijn dat elke radicale ideaal een doorsnede is van maximale idealen.
De beroemde Nullstellensatz van Hilbert uit de algebraïsche meetkunde vertaalt naar de stelling dat de veeltermring in een eindig aantal variabelen over een veld  een Hilbert-ring is. Een algemene vorm van Hilberts Nullstellensatz stelt dat als R een Jacobson-ring is, dat dan ook een eindig gegenereerde R-algebra S en Jacobson-ring is. Bovendien is de pullback van enige maximale ideaal J van S een maximaal ideaal I van R, en is S/J een eindige uitbreiding van het veld R/I. 